# ウガンダ (1979年-1986年)

ウガンダ共和国
Republic of Uganda (英語)

国歌: Oh Uganda, Land of Beauty（英語）
おおウガンダ、美しき地

1979年から1986年までのウガンダは、イディ・アミンの独裁政権が崩壊して、1985年のクーデターによって1年間のみ軍事政権が成立した期間である。

## 解説
1980年12月17日に、かつて英連邦王国時代に首相を務め、第一共和政時代には1966年から1971年まで大統領を務めたミルトン・オボテが新たに大統領に就任し、政権は5年間続いた。
1985年7月27日、1985年ウガンダクーデターが発生し、首謀者であるティト・オケロはオボテを失脚させ、自らが大統領に就任したことで軍事政権が成立した。しかし、その翌年にヨウェリ・ムセベニ率いる国民抵抗運動は、カンパラの戦いにて首都カンパラを占領、オケロとその兵士らは北部に位置するアチョリランドの拠点へと逃げた。同年1月26日をもって軍事政権は崩壊し、1月29日にムセベニが大統領に就任したことで、現在の政治体制が確立した。